# Mitrager
Mitrager is een geslacht van spinnen uit de familie hangmatspinnen (Linyphiidae).

## Soorten
De volgende soorten zijn bij het geslacht ingedeeld:
- Mitrager noordami van Helsdingen, 1985